# Rhea Mons
Rhea Mons est un volcan bouclier sur Vénus. Il est nommé après la Titanide Rhéa de la mythologie grecque.
Le volcan a une largeur de 217 kilomètres et une hauteur estimée à 4 où 5 kilomètres. Il est situé dans les Hautes Terres de la Beta Regio, où il est le voisin nord de Theia Mons.